# Neve-Schalom-Synagoge (Istanbul)

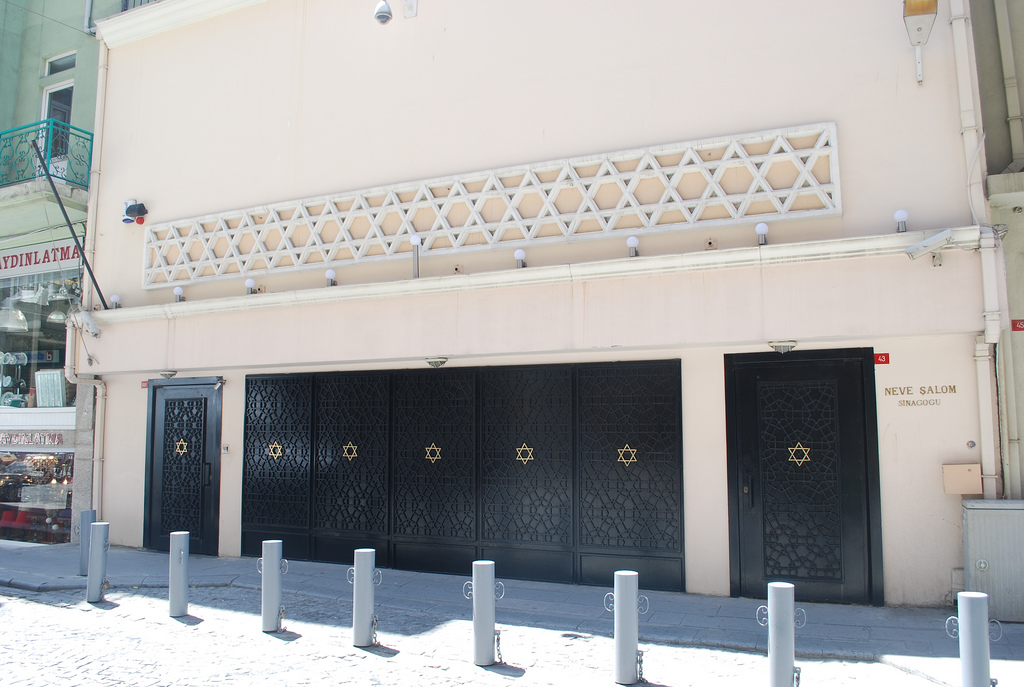
Neve-Schalom-Synagoge

Die Neve-Schalom-Synagoge (hebräisch בית הכנסת נווה שלום Beit ha-Knesset neve Schalom; türkisch Neve Şalom Sinagogu) ist das größte Gotteshaus der Juden in der Türkei. Der hebräische Name bedeutet Oase des Friedens und ist von Jes 32,18  abgeleitet.
Die Synagoge liegt im Stadtteil Beyoğlu auf der europäischen Seite von Istanbul. Nach einer zweijährigen Bauzeit wurde sie am 25. März 1951 nach den Plänen von Elio Ventura und Bernard Motola fertiggestellt und ihrer Bestimmung übergeben.
Bisher wurden drei terroristische Anschläge auf die Synagoge verübt:
- Am 6. September 1986 überfielen palästinensische Terroristen die Synagoge während der Gebetszeit und töteten 25 Gemeindemitglieder.
- Beim Bombenanschlag vom 1. März 1992 konnte dank des Eingreifens der Sicherheitskräfte Schaden verhindert werden.
- Die Terroranschläge in Istanbul am 15. November 2003 galten auch der Neve-Schalom-Synagoge und kosteten insgesamt 24 Menschen das Leben, darunter sechs Mitglieder der jüdischen Gemeinde von Istanbul.